# Windorf
Windorf è un comune tedesco di 4 731 abitanti, situato nel land della Baviera.